# Combatent il·legal
Un combatent il·legal o un combatent/bel·ligerant no-privilegiat és un civil que directament s'involucra en un conflicte armat en violació de la lleis de la guerra. Un combatent il·legal pot ser detingut o jutjat sota la legislació nacional de l'Estat detenidor per tal acció. Entenem com a no-privilegiat a que no té els privilegis d'un combatent legal (o soldat regular).

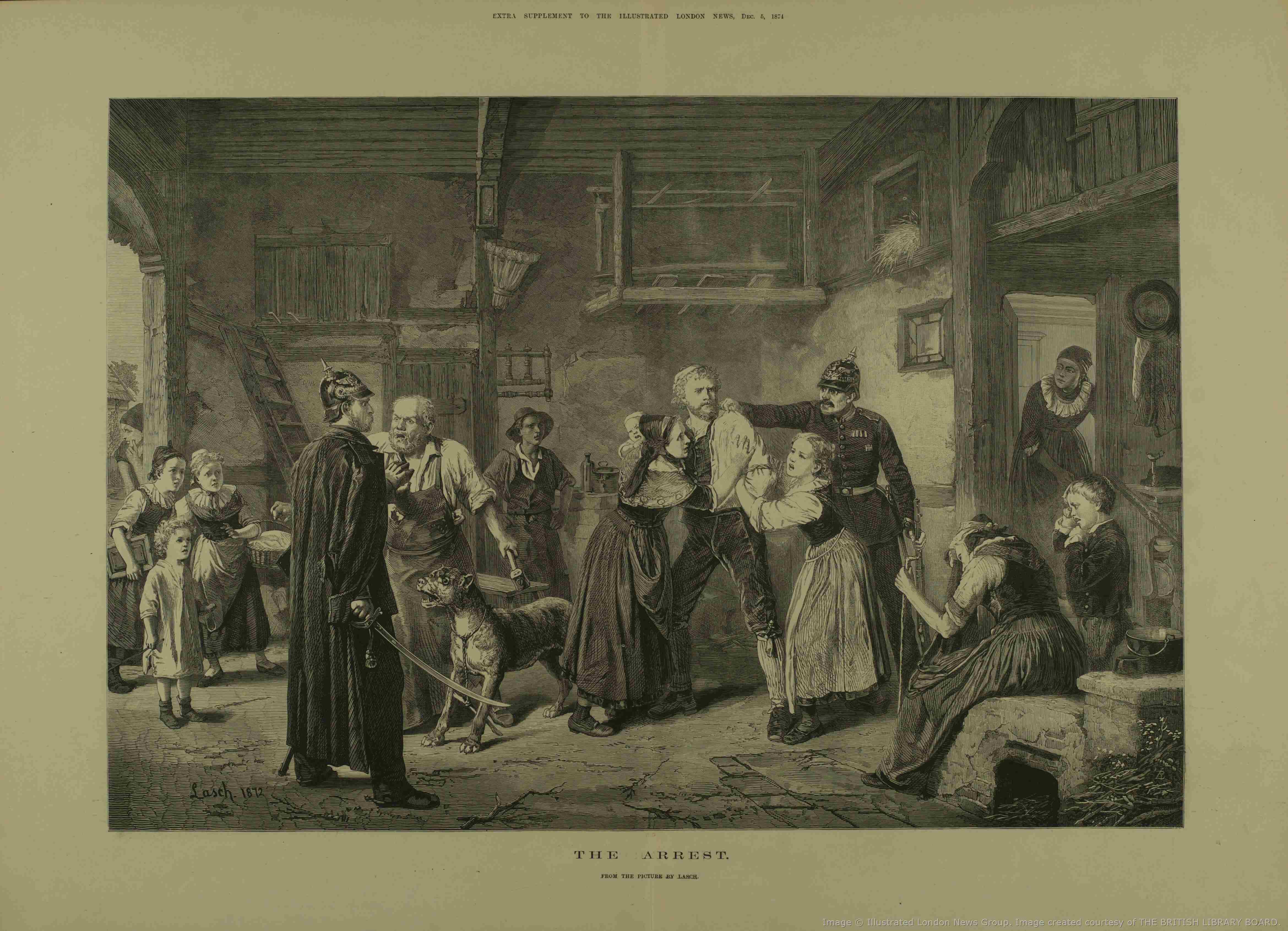
Captura d'un franctirador, per Carl Johann Lasch.

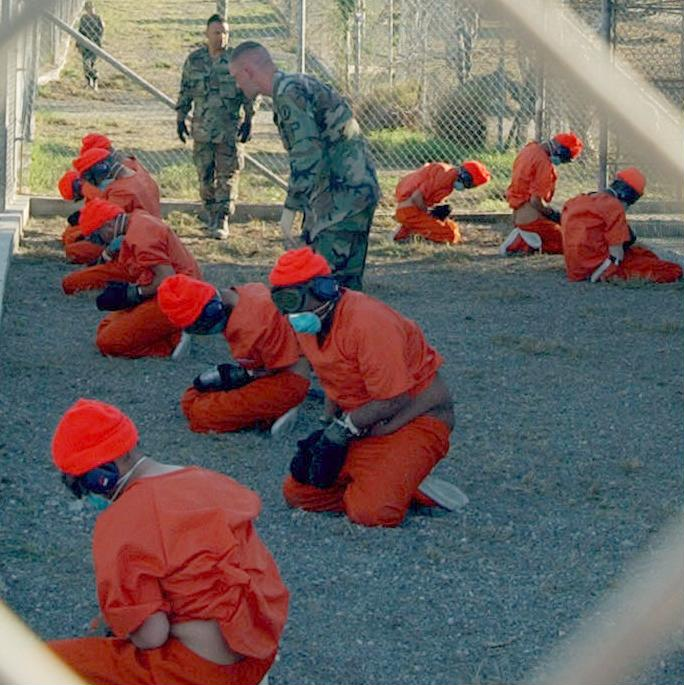
Camp X-ray, Guantánamo.

Les Convencions de Ginebra s'apliquen en les guerres entre dos o més estats sobirans. L'article 5 de la Tercera Convenció de Ginebra afirma que la situació d'un detingut pot ser determinat per un "tribunal competent". Fins ara, havia de ser tractat com una presoner de guerra. Després que un "tribunal competent" hagi determinat que un individu detingut és un combatent il·legal, el "poder de detenció" pot triar d'acordar amb el combatent il·legal detingut si li aplica els drets i privilegis d'un presoner de guerra tal com es descriu a la Tercera Convenció de Ginebra, però no està obligat a fer-ho. Un combatent il·legal, que no sigui nacional d'un estat neutral, i que no sigui nacional d'un estat co-bel·ligerant, conserva els drets i privilegis en virtut de la Quarta Convenció de Ginebra pel que ha de ser "tractat amb humanitat i, en cas de judici, no pot ser privat del dret a un judici just".
Encara que el concepte d'un combatent il·legal està inclòs en la Tercera Convenció de Ginebra, la frase en si no apareix en el document. En l'article 4 de la Tercera Convenció de Ginebra es descriuen les categories sota les quals pot una persona té el dret d'acollir-se a la condició de presoner de guerra, i hi ha altres tractats internacionals en què es nega la condició de combatent legítim als mercenaris i als nens. Als Estats Units, la Military Commissions Act of 2006 (Lleis de les Comissions Militars de 2006) codifica la definició legal d'aquest terme i el president dels Estats Units va atorgar un criteri ampli per determinar si una persona pot ser designada com a combatent enemic il·legal sota les lleis dels EUA. La suposició que existeixi aquesta categoria de combatent il·legal, no es contradiu amb les conclusions del Tribunal Penal Internacional per a l'antiga Iugoslàvia en el Judici Celebici. En el comentari sobre la Quarta Convenció de Ginebra en la sentència del 1958 del Comitè Internacional de la Creu Roja (CICR): Totes les persones en poder de l'enemic han de ser considerades presoners de guerra i, com a tals, han de ser coberts per la Tercer Convenció o, en el cas dels civils, coberts per la Quarta Convenció. A més, "No hi ha estat intermedi, ningú en mans de l'enemic pot estar fora de la llei", perquè en opinió del CICR, "Si els civils participen directament en les hostilitats, es consideren 'il·legal' o 'combatents o bel·ligerants no-privilegiats' (els tractats de dret humanitari no contenen expressament aquests termes). Poden ser perseguits per la llei interna de l'Estat de detenció per aquesta acció".
Les Convencions de Ginebra no reconeixen cap estatus legal pels combatents en els conflictes en que no participin dos o més estats nació. Un estat (sol) en un conflicte (avui dia se solen anomenar als combatents com a terroristes) només té l'obligació legal de complir amb l'article 3 de les Convencions de Ginebra i poden ignorar tots els altres articles. Un estat en aquesta situació és completament lliure a aplicar tots o sols una part de la resta dels articles de les Convencions, tot i que seria recomanable que els apliqués tots.